# Sentry (sistema de monitorización)
Sentry es un sistema automatizado de monitorización de impactos de asteroides contra la Tierra, explorando constantemente el catálogo de asteroides manteniéndolo actualizado durante los próximos 100 años aproximadamente. En cuanto detecta un posible impacto potencial asteroidal analizará los datos y los resultados serán publicados en el programa de Objetos próximos a la Tierra (NEO), sin embargo, unas semanas de observaciones no son decisorias para confirmar un futuro impacto, por lo que la comunidad científica advierte sobre la preocupación de posibles impactos por unas cuantas observaciones del objeto.

## Tabla de Riesgos Sentry
La "Tabla de Riesgo de Impacto" tiene un listado de objetos perdidos para siempre; a la espera de que en algún momento puedan volver a ser redescubiertos de manera fortuita, ya pasó con el asteroide (433953) 1997 XR2 que fue redescubierto casualmente en el año 2006 tras haber estado perdido durante más de 8 años. Algunos objetos de la Tabla de Riesgos de Sentry, como el objeto 2000 SG344, que parece ser que puede formar parte de una nave hecha por el hombre confundiéndose con un asteroide.
Los objetos a destacar que se listan actualmente en la Tabla de Riesgo incluyen (en primer lugar los asteroides numerados): (29075) 1950 DA, (99942) Apofis, (101955) Bennu, (410777) 2009 FD, 1994 WR12 y 2010 RF12. Los asteroides a destacar eliminados de la Tabla de Riesgo en los últimos años incluyen (en primer lugar los más recientemente eliminados): 2007 VK184, (454101) 2013 BP73, 2008 CK70, 2013 TV135, (471240) 2011 BT15, (367943) Duende y (367789) 2011 AG5.
El diámetro de la mayoría de los asteroides cercanos a la Tierra que no fueron estudiados por radar o infrarrojo, generalmente se puede estimar en la magnitud absoluta del asteroide (H). Por lo tanto, su masa es incierta por un factor de 10. Para los asteroides cercanos a la Tierra sin un diámetro totalmente definido, Sentry asume un albedo general de 0,15. Más de dos docenas de asteroides conocidos tienen una entre un millón de posibilidades de impactar en la Tierra en los próximos 100 años.
En agosto de 2013, la "Tabla de Riesgo de Impacto" comenzó a usar la nomenclatura de efemérides astronómicas (Jet Propulsion Laboratory Development Ephemeris), DE431, para todas las órbitas consideradas NEO. DE431 (JPL Small-Body Database efemérides perturbadora: SB431-BIG16) modela mejor las perturbaciones gravitacionales de los planetas e incluye los 16 asteroides más grandes del cinturón principal.
Tras la actualización realizada en febrero en las bases de datos de JPL, están localizados aproximadamente 680 asteroides cercanos a la Tierra enumerados en la "Tabla de Riesgo de Impacto" y desde su lanzamiento en el año 2002, se han eliminato 2000 asteroides de dicha tabla.